# David Dhawan

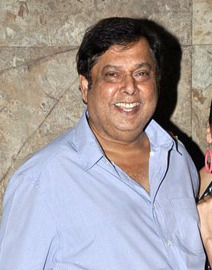
David Dhawan (2013)

David Dhawan (* 16. August 1951 in Agartala) ist ein indischer Filmregisseur des Hindi-Films. Sein richtiger Name ist Rajinder Dhawan.

## Leben
David Dhawan kam als Sohn eines Bankmanagers in der Stadt Agartala zur Welt. Nach der Versetzung seines Vaters nach Kanpur führte er dort seine Schulbildung zu Ende. Mit Abschluss der 12. Klasse beschloss Dhawan Filmemacher zu werden. Zunächst stieg er als Editor in die Branche ein, beginnend 1978 mit dem Film Laadli. Nach seiner Mitarbeit an dem  Drama Saaransh (1984) wandte er sich auch der Regiearbeit zu.
David Dhawan konzentriert sich auf Filmkomödien, meistens mit Govinda, Sanjay Dutt und Salman Khan in den Hauptrollen. Weitere Schauspieler wie   Karisma Kapoor, Juhi Chawla, Kader Khan, Shakti Kapoor und Paresh Rawal ergattern meistens eine Rolle bei seinen Filmen.
Er hatte einen All-Time-Blockbuster-Erfolg mit seinem Film Aankhen (1993). Darsteller waren Govinda und Chunkey Pandey. Sein neuester Film Partner hat ebenfalls den Blockbuster-Status erreicht.
Sein Sohn Varun Dhawan und sein älterer Bruder Anil Dhawan sind Schauspieler.

## Filmographie
- 1989: Taaqatwar
- 1990: Swarg
- 1992: Bol Radha Bhol
- 1992: Shola Aur Shabnam
- 1993: Aankhen
- 1994: Raja Babu
- 1995: Coolie No.1
- 1995: Yaarana
- 1996: Loafer
- 1997: Saajan Chale Sasural
- 1997: Deewana Mastana
- 1997: Judwaa
- 1997: Banarasi Babu
- 1997: Mr and Mrs Khiladi
- 1998: Hero No.1
- 1998: Bade Miyan Chote Miyan
- 1999: Haseena Maan Jaayegi
- 1999: Biwi No. 1
- 2000: Chal Mere Bhai
- 2000: Kunwara
- 2000: Dulhan Hum Le Jayenge
- 2001: Jodi No.1
- 2002: Hum Kisise Kum Nahi
- 2002: Yeh Hai Jalwa
- 2002: Chor Machaaye Shor
- 2003: Ek Aur Ek Gyarah
- 2004: Zwei Herzen für Rani (Mujhse Shaadi Karogi)
- 2005: Maine Pyaar Kyun Kiya – Warum habe ich mich verliebt?
- 2005: Shaadi No. 1
- 2007: Partner
- 2009: Do Knot Disturb
- 2010: Hook Ya Crook
- 2011: Rascals
- 2013: Chashme Baddoor
- 2014: Liebeschaos (Main Tera Hero)
- 2017: Judwaa 2
- 2020: Coolie No 1